# 藤田小四郎
藤田 小四郎（ふじた こしろう、天保13年（1842年） - 元治2年2月23日（1865年3月20日））は、江戸時代末期（幕末）の水戸藩士。水戸天狗党の首領格。贈従四位（1891年）。

## 生涯
常陸国茨城郡水戸（茨城県水戸市）で当時水戸藩主・徳川斉昭の側用人であった藤田東湖の四男（庶子）として生まれる。名は信（まこと）、字は子立（しりゅう）。東海を雅号とし、一時期小野贇男（おの・あやお）と変えたこともある。母は東湖の妾であった土岐さき。
2歳の時、母さきが暇を出され藤田家を出る。原因は東照宮の例祭でさきが妾でありながら正妻の里子と同じ帯を仕立てて出席したことによる。これは身分を弁えない無作法な振る舞いであると世間から見咎められ、夫である東湖も批判の対象となったことから、家内の混乱を心配した里子により放逐されたものである。
小四郎には二人の兄（長男は早世）がいたが、小四郎は兄弟の中で最も才能があり活発であったと言われる。父東湖の影響を受け、尊皇攘夷思想を掲げて活動するようになる。
安政2年（1855年）、安政の大地震により父を失う。この頃から弘道館館長の原市之進に師事する。
文久3年（1863年）3月、藩主・徳川慶篤の上洛に随従。京都では長州藩士の桂小五郎、久坂玄瑞を始めとする志士と交流したほか、公家に周旋活動を行う。これにより更に尊皇攘夷の思想を深くし、水戸藩過激派の首領格として台頭する。同年5月、将軍後見職・一橋慶喜に従って江戸に下る。
同年8月、八月十八日の政変により長州藩勢力が京都から一掃され、急進的尊攘派は衰退した。一方で孝明天皇の攘夷の意思は変わらず、幕府に対して横浜港鎖港の早期実行を要求した。これを受けて幕府は鎖港交渉を開始したものの、首脳部内の意見対立も相まって交渉は遅々として進まなかった。
元治元年3月27日（1864年5月2日）、小四郎は即時鎖港の要求・支援のため同志など60人余りとともに筑波山にて挙兵（詳細は天狗党の乱に記述）するも失敗し、越前国新保（現在の福井県敦賀市）にて加賀藩に捕縛される。
小四郎らは鰊（にしん）倉に監禁された後、加賀藩から幕府へ出された処分寛大の嘆願も空しく元治2年2月23日（1865年3月20日）敦賀の来迎寺にて処刑された。享年24。なお、この来迎寺は元々町人を処刑する場所であった。処刑後、小四郎の首は武田耕雲斎らの首と共に水戸に送られ、罪人として晒されている。
墓所は処刑場所となった福井県敦賀市松原町の来迎寺、および茨城県水戸市松本町にある常磐共有墓地。
辞世の歌は後に『義烈回天百首』（明治7年（1874年）発行）に掲載されている。
兼て与梨　思ひ初にし真心を　けふ大君に　徒希て嬉しき
（かねてより　おもいそめにしまごころを　きょうたいくんに　つげてうれしき）

## 評価
- 渋沢栄一
  - 「平岡円四郎の外に、私の知つてる人々のうちでは、藤田東湖の子の藤田小四郎といふのが一を聞いて十を知るとは斯る人のことであらうかと、私をして思はしめたほどに、他人に問はれぬうちから前途へ前途へと話を運んでゆく人であつた。…（中略）…私は之を聞いて廿二歳にしては実に能く気の付く賢い人だと思つたのである。」[2]
  - 「東湖の四男藤田小四郎には前条にも申して置いたやうに、私も親しく遇つたこともあるが、非凡の智慧者で、珍らしい人材であつた。」[3]
  - 「藤田小四郎は耕雲斎が頭目であつた正党に入つて兵を挙ぐるのを是れ即ち義であると信じたものだから、生を捨て強ひて耕雲斎の仲間に党し、遂に斬首に処せられたのである。この点から観れば小四郎はまさしく義を見て為さざるは勇無きなり、との意気があつた人と思はれる。」[4]

## 登場作品
- 天皇の世紀（テレビドラマ、朝日放送、1971年、演：峰岸隆之介）
- 徳川慶喜（1998年、NHK大河ドラマ、演:田辺誠一）
- 青天を衝け（2021年、NHK大河ドラマ、演：藤原季節）